# Giuseppe Garibaldi (1901)
«Джузеппе Гарібальді» (італ. Giuseppe Garibaldi) — броненосний крейсер однойменного типу Королівських ВМС Італії кінця XIX століття. 

## Історія створення
Крейсер «Джузеппе Гарібальді» був закладений 18 червня 1898 року на верфі «Ansaldo» у Генуї. Спущений на воду 29 червня 1899 року, вступив у стрій 1 січня 1901 року.

## Історія служби
Після вступу у стрій крейсер «Джузеппе Гарібальді» ніс службу у Середземному морі. Він здійснив ряд візитів у порти середземноморських країн та брав участь у військових навчаннях.

### Італійсько-турецька війна
Під час італійсько-турецької війни «Джузеппе Гарібальді» був флагманським кораблем командувача італійського флоту Паоло Таона ді Ревеля (італ. Paolo Thaon di Revel). Крейсер діяв біля берегів Лівії, Єгипту та у Східному Середземномор'ї.
24 лютого 1912 року «Джузеппе Гарібальді» разом з «Франческо Ферруччо» потопив поблизу Бейруту турецький броненосець «Авні-Іллах» та міноносець «Анкара».
18 квітня «Джузеппе Гарібальді» та «Варезе» здійснили обстріл турецьких берегових укріплень у Дарданеллах.

### Перша світова війна

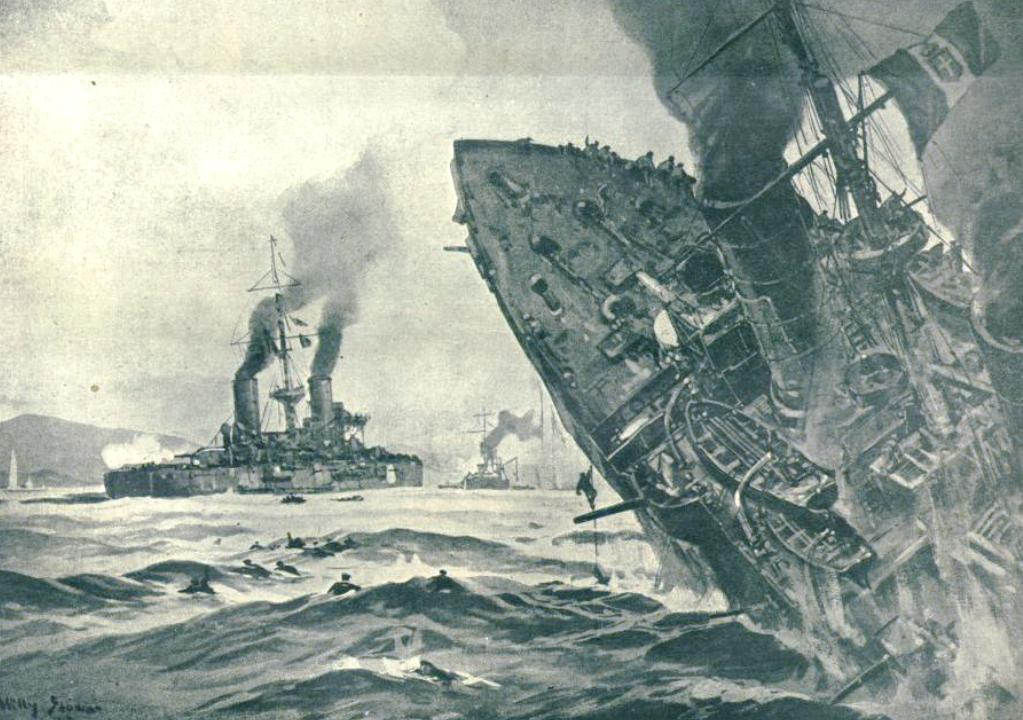
Потоплення крейсера «Джузеппе Гарібальді»

Після вступу Італії у Першу світову війну «Джузеппе Гарібальді» став флагманським кораблем 5-го Дивізіону крейсерів адмірала Еудженіоо Тріфарі (італ. Eugenio Trifari), яка базувалась у Бріндізі. 
5 червня крейсер здійснив обстріл залізниці поблизу Рагузи.
17 липня він вирушив для обстрілу залізниці поблизу Цавтату. Вранці 18-го липня він був помічений австро-угорським підводним човном «U-4», який негайно атакував італійський корабель. Крейсер зумів ухилитись від першої торпеди, але друга влучила у правий борт корабля в районі вугільної ями. Котельні та машинні відділення швидко наповнились водою, і за 3 хв крейсер затонув у точці з координатами 42°28.362′ пн. ш. 18°16.758′ сх. д. / 42.472700° пн. ш. 18.279300° сх. д.. Загинуло 53 члени екіпажу. 525 моряків підібрали есмінці супроводу.